# Kaisa Launela
Kaisa Launela (ur. 13 maja 1948 w Kemijärvi) – fińska lekkoatletka, która specjalizowała się w rzucie oszczepem.
Złota medalistka europejskich igrzysk juniorów w Odessie (1966). W 1968 roku zajęła ósme miejsce na igrzyskach olimpijskich.
Medalistka mistrzostw Finlandii i reprezentantka kraju w meczach międzypaństwowych.
Rzut oszczepem uprawiała także jej siostra bliźniaczka Kirsti Launela.
Rekord życiowy: 55,60 (31 sierpnia 1968, Helsinki).

## Osiągnięcia
| Rok  | Impreza                       | Miejsce | Pozycja    | Wynik |
| ---- | ----------------------------- | ------- | ---------- | ----- |
| 1966 | Europejskie igrzyska juniorów | Odessa  | 1. miejsce | 51,82 |
| 1968 | Igrzyska olimpijskie          | Meksyk  | 8. miejsce | 53,96 |